# Varbergs distrikt
Varbergs distrikt är ett distrikt i Varbergs kommun och Hallands län. 
Distriktet ligger  i och omkring Varberg. 

## Tidigare administrativ tillhörighet
Distriktet inrättades 2016 och utgörs av en del av området som Varbergs stad omfattade till 1971, delen som staden omfattade före 1967.
Området motsvarar den omfattning Varbergs församling hade 1999/2000.